# Петенаско
Петена̀ско (на италиански: Pettenasco, на местен диалект: Pitnasch, Питнаск) е село и община в Северна Италия, провинция Новара, регион Пиемонт. Разположено е на 331 m надморска височина, на източния бряг на езеро Лаго д'Орта. Населението на общината е 1392 души (към 2010 г.).